# Karl Kahane Stiftung
Karl Kahane Stiftung, gegründet am 21. März 1991 vom Unternehmer und Namensgeber Karl Kahane, ist der Name einer unabhängigen, privat gesponserten Wohltätigkeitsorganisation, die es sich zur Aufgabe gemacht hat, verschiedenste friedenspolitisch motivierte bzw. karitativ tätige Projekte finanziell und moralisch zu unterstützen.
Sitz der Stiftung ist Celerina (Schweiz), die Vorsitzende ist Patricia Kahane.
Die Stiftung kooperiert mit diversen Organisationen und unterstützt nicht-gewinnstrebende Organisationen kultureller oder künstlerischer Zielsetzung, fördert Kulturschaffende durch Ausrichtung von Preisen und Förderungsbeiträgen und unterstützt Projekte auf dem Gebiet des interkulturellen Austauschs bzw. der Wissensvermittlung über friedenspolitische Thematiken.
Beispiele für unterstützte Projekte sind  das jährlich veranstaltete Peacecamp, diverse Vorlesungen des Bruno Kreisky Forums und die Initiative Hand in Hand, ein Zentrum für die Förderung gemischt israelisch-palästinensischer Schulen in Israel.
Des Weiteren stellt die Stiftung Stipendien zur Facharztausbildung für palästinensische Ärzte bereit, die es jungen Ärzten ermöglicht, sich in Forschung, Praxis und Lehre an den israelischen Hadassah-Spitälern zu spezialisieren.